# Artemidor de Tral·les
Artemidor de Tral·les (en llatí Artemidorus, en grec antic Άρτεμίδωρος) fou un esportista grec nascut a Tral·les, dedicat al pugilat, que va ser famós en la seva activitat. Vivia cap a l'any l'any 69, quan va guanyar al pancraci. El mencionen Pausànies i Marcial.